# خورکوو
خورکوو (به لاتین: Khorkovo) یک منطقهٔ مسکونی در روسیه است که در استان آرخانگلسک واقع شده‌است.